# Gläserner Übersetzer
Der Gläserne Übersetzer ist ein weitverbreitetes Veranstaltungsformat, bei dem Literaturübersetzer ihre Arbeit öffentlich machen und vor Publikum übersetzen. Sie machen ihre Überlegungen transparent und stellen ihre Entscheidungen zur Diskussion. Interessierte können im Rahmen von ein- bis zweistündigen Präsentationen den Prozess des Übersetzens hautnah und live miterleben und -gestalten.

## Geschichte
Regine Elsässer, eine Übersetzerin aus dem Schwedischen, Dänischen und Norwegischen, brachte die Idee aus Skandinavien mit. In Deutschland wurde der „Gläserne Übersetzer“ zum ersten Mal 2005 im Übersetzerzentrum der Frankfurter Buchmesse realisiert. Seitdem ist das Veranstaltungsformat fester Bestandteil des Messeprogramms, sowohl in Frankfurt als auch später in Leipzig.
Anlässlich des Internationalen Übersetzertags organisierte und koordinierte Weltlesebühne e.V. seit 2014 regelmäßig in Deutschland und in der Schweiz sowie in Goethe-Instituten weltweit Veranstaltungen mit dem „Gläsernen Übersetzer“.
Infolge der großen Resonanz, die der „Gläserne Übersetzer“ seither gefunden hat, sind weitere, teils ebenfalls stark partizipative Veranstaltungsformen entstanden, wie beispielsweise der Translation-Slam, der sich durch Temporeichtum und spielerische Elemente überwiegend an ein jüngeres Publikum richtet.

## Konzept
Der „Gläserne Übersetzer“ ist eine Art Installation, die nahezu überall realisiert werden kann – in der Bibliothek, im Theaterfoyer oder im Schaufenster einer Buchhandlung. Man braucht nur einen Arbeitsplatz: Tisch, Stuhl, Laptop, vielleicht ein paar Nachschlagewerke, zwei große Bildschirme oder einen Beamer zum Projizieren des Textes, für das Publikum ein paar Sitzgelegenheiten und eventuell ein Mikrofon.
Der  Übersetzer hat den Originaltext vor sich und arbeitet an der Übersetzung, in diesem Fall jedoch vor Publikum. So wird für die Zuschauer transparent, welche Passagen dem Übersetzer eventuell Schwierigkeiten bereiten, welche Nachschlagewerke er oder sie bei welchen Fragen zurate zieht und wie viel Einfallsreichtum und Feingefühl beispielsweise bei der Übersetzung von Begriffen, die im Deutschen nicht existieren, oder bei der Übertragung von hintersinnigen Wortspielen und Soziolekten gefragt sind. Passanten können einfach stehenbleiben, zuschauen, kommentieren, Fragen stellen und kritisieren. So erfahren die Zuschauer durch persönliches Miterleben und Mitmachen, wie faszinierend und knifflig der Entstehungsprozess eines Textes ist.